# アドバンス・ロジスティクス投資法人
アドバンス・ロジスティクス投資法人（アドバンスロジスティクスとうしほうじん）は、かつて存在した投資法人（東証上場、J-REIT）。2024年（令和6年）11月1日に三井不動産ロジスティクスパーク投資法人へ吸収合併された。

## 概要
伊藤忠商事及び伊藤忠都市開発がスポンサーの物流施設特化型REITであり、資産運用会社は「伊藤忠リート・マネジメント株式会社」（出資：伊藤忠商事80%、伊藤忠都市開発20%）である。
投資対象は、物流施設を80%以上、地域別では関東エリア・関西エリアを70%としている。
組入物件は、伊藤忠グループが開発する物流施設「アイミッションズパーク」である。
2021年4月1日時点で、保有物件数12物件、取得価格合計111,422百万円である。

## 沿革
- 2018年（平成30年）5月1日 - 伊藤忠アドバンス・ロジスティクス投資法人として設立
- 2018年（平成30年）5月24日 - 投信法第187条に基づく登録（登録番号　関東財務局長　第138号）
- 2018年（平成30年）9月7日 - 東京証券取引所に上場
- 2022年（令和4年）6月1日 - アドバンス・ロジスティクス投資法人に商号変更
- 2024年（令和6年）10月30日 - 上場廃止[2]
- 2024年（令和6年）11月1日 - 三井不動産ロジスティクスパーク投資法人に吸収合併され消滅[2]

## ポートフォリオ
物件一覧
- L-1：アイミッションズパーク厚木 - 神奈川県厚木市
- L-2：アイミッションズパーク柏 - 千葉県柏市
- L-3：アイミッションズパーク野田 - 千葉県野田市
- L-4：アイミッションズパーク守谷 - 茨城県つくばみらい市
- L-5：アイミッションズパーク三郷 - 埼玉県三郷市
- L-6：アイミッションズパーク千葉北 - 千葉県千葉市
- L-7：アイミッションズパーク印西 - 千葉県印西市
- L-8：アイミッションズパーク守谷2 - 茨城県つくばみらい市
- L-9：アイミッションズパーク柏2 - 千葉県柏市
- L-10：アイミッションズパーク印西2 - 千葉県印西市
- L-11：アイミッションズパーク東京足立 - 東京都足立区
- L-12：アイミッションズパーク三芳 - 埼玉県入間郡三芳町